# Franz Wollmann
Franz Wollmann (* 12. Februar 1871 in Kriesdorf, Königreich Böhmen; † 23. September 1961 in Wien) war ein österreichischer Pädagoge.

## Leben
Hofrat Franz Wollmann studierte Germanistik, Anglistik, Romanistik und Pädagogik an der Universität Wien und unternahm Studienreisen nach England, Frankreich und in die Schweiz. 1899 promovierte er feierlich sub auspiciis Imperatoris. 1898 bis 1911 lehrte Wollmann an der Landesoberrealschule in Krems an der Donau, bis 1918 war er zudem Direktor der Lehrerbildungsanstalt in Krems, dann selbiger in Wien.
Von 1919 bis 1922 war er Landesschulinspektor für Niederösterreich, 1922 bis 1933 für das Volksschulwesen in Wien, dann bis 1938 Direktor der Staatsprüfungskommission für Volks- und Hauptschulen in Krems, Hollabrunn, Wien sowie für Esperanto.
1929 bis 1935 war Wollmann Lektor für Esperanto an der Technischen Universität Wien. Er wurde 1938 zwangsweise in den Ruhestand versetzt und 1945 wieder zum Direktor des Pädagogischen Instituts der Stadt Wien, also der Nachfolgeinstitution der ehemaligen Lehrerbildungsanstalt, ernannt.
Wollmann wirkte mit am Auf- und Ausbau der österreichischen Lehrerausbildung, des Prüfungswesens für Volks-, Haupt- und Sonderschulen sowie des Mutter- und Fremdsprachenunterrichts. Er förderte die Esperantobewegung und war ein Vorkämpfer der Deutschen Einheitskurzschrift. Wollmann war Mitglied des Wiener Zweiges des (Allgemeinen) Deutschen Sprachvereins und Ehrenmitglied des Wiener Vereins Muttersprache.

## Werke
- Wollmann, Franz (1898). Deutsche Sprachlehre. Auf sprachgeschichtlicher Grundlage für die oberen Klassen der Mittelschulen. Wien: Hölder-Pichler-Tempsky.
- Wollmann, Franz (1898). Über politisch-satirische Gedichte aus der schottischen Reformationszeit. (Wiener Beiträge zur englischen Philologie 8.) Wien / Leipzig: Braumüller.
- Wollmann, Franz (1898). Zur Quellenfrage v. Gotters „Erbschleichern“. Wien.
- Wollmann, Franz (1937). Der neusprachliche Unterricht Ein Hilfsbuch für den Unterricht der englischen, französischen und italienischen Sprache. Wien / Leipzig: Deutscher Verlag für Jugend und Volk.
- Wollmann, Franz (1938). Die Lehrbefähigungsprüfungen für lebende Fremdsprachen. Vorschriften, Ratschläge, Studienbehelfe. Wien: Österreichischer Bundesverlag.
- Wollmann, Franz (1945). Die amtlichen Vorschriften für die Lehrbefähigungsprüfungen für die allg. Volks- und Hauptschulen (einschließlich der Sonderschulen und Sonderprüfungen). Wien / Leipzig: Deutscher Verlag für Jugend und Volk.
- Wollmann, Franz (1946). Die Lehrbefähigungsprüfungen für Fremdsprachen : Englisch – Französisch – Russisch – Italienisch – Tschechisch – Ungarisch – Slowenisch – Serbokroatisch – Latein und Esperanto. Vorschriften – Ratschläge – Studienbehelfe – Aufgaben und Lehrpläne. 7. umgearbeitete und bedeutend erweiterte Auflage. Wien: Österreichischer Bundesverlag.
- Wollmann, Franz (1958). „Zur Geschichte des Wiener Zweigvereins“. In: Muttersprache 68/5. S. 161–164.
- Wollmann, Franz (1959). Sprachübungen mit sprachkundlichen Belehrungen. Teil 1. Für die 1. und 2. Klasse. 19. durchgesehene Auflage. Wien: Hölder-Pichler-Tempsky.
- Wollmann, Franz (1963). Sprachübungen mit sprachkundlichen Belehrungen. Teil 2. Für die 3. und 4. Klasse. 16. durchgesehene Auflage. Wien: Hölder-Pichler-Tempsky.
- Wollmann, Franz (1968). Sprachübungen für Hauptschulen und allgemeinbildende höhere Schulen. Teil 4. Für die 4. Klasse. Wien: Hölder-Pichler-Tempsky.
- Wollmann, Franz (1969). „Zur Geschichte des Wiener Zweigvereins des Deutschen Sprachvereins“. In: Wiener Sprachblätter 19/5. S. 135–137.
- Wollmann, Franz (1970). Sprachübungen für Hauptschulen und allgemeinbildende höhere Schulen. Teil 1. Für die 1. Klasse. Wien: Hölder-Pichler-Tempsky.
- Wollmann, Franz (1970). Sprachübungen für Hauptschulen und allgemeinbildende höhere Schulen. Teil 2. Für die 2. Klasse. Wien: Hölder-Pichler-Tempsky.
- Wollmann, Franz (1970). Sprachübungen für Hauptschulen und allgemeinbildende höhere Schulen. Teil 3. Für die 3. Klasse. Wien: Hölder-Pichler-Tempsky.
- Wollmann, Franz (1970). Sprachübungen für Hauptschulen und allgemeinbildende höhere Schulen. Teil 4. Für die 4. Klasse. Wien: Hölder-Pichler-Tempsky.
- Wollmann, Franz (1970). Sprachübungen für Hauptschulen und allgemeinbildende höhere Schulen. Teil 5. Für die 5. Klasse. Wien: Hölder-Pichler-Tempsky.
- Wollmann, Franz (1970). Sprachübungen für Hauptschulen und allgemeinbildende höhere Schulen. Teil 6. Für die 6. Klasse. Wien: Hölder-Pichler-Tempsky.